# Хемингуэй, Глория
Глория Хемингуэй (урождённая Грегори Хэнкок Хемингуэй, англ. Gregory Hancock Hemingway, 12 ноября 1931, Канзас-Сити, США — 1 октября 2001, Ки-Бискейн, Флорида, США) — третий ребёнок писателя Эрнеста Хемингуэя. Она стала врачом и помогала отцу писать мемуары.

## Ранние годы
Родилась в Канзас-Сити, Миссури в семье писателя Эрнеста Хемингуэя и его второй жены Полин Пфайфер. По словам родственников, Глория была «талантливым спортсменом» и «метким стрелком». В зрелом возрасте предпочитала называть себя Грегом. Поступила в католическую школу Кантербери в Коннектикуте и закончила её в 1949 году. Далее продолжила обучение в Колледже Святого Иоанна в Аннаполисе, но, отучившись год, бросила учёбу и работала механиком по обслуживанию самолётов до переезда в Калифорнию в 1951 году.
Грегори женилась против воли своего отца, начала употреблять наркотики, что привело к аресту. Вследствие инцидента Эрнест Хемингуэй выместил злобу на Полин, матери Глории, в телефонном звонке, не зная, что у Полин была редкая опухоль надпочечников, которая может вызвать смертельный всплеск адреналина во время стресса. Через несколько часов после телефонного разговора с Эрнестом она умерла от шока на операционном столе больницы. Эрнест Хемингуэй обвинил Глорию в смерти Полин, и та, потрясённая обвинением, больше никогда не виделась с отцом.

## Зрелые годы
От четырёх жен у Глории Хемингуэя было восемь детей: Патрик, Эдуард, Шон, Брендан, Ванесса, Мария, Джон и Лориан. Одна из её жен — Валери Дэнби-Смит, была на протяжении 20 лет секретаршей Эрнеста Хемингуэя. Четвёртый брак Глории с Идой Мэй Галлихер закончился разводом в 1995 году после трёх лет совместной жизни, хотя они продолжали жить вместе и повторно зарегистрировали брак в 1997 году.
В 1972 году Майя Родман, детский инструктор по теннису и подруга семьи Хемингуэев, которая была влюблена в Глорию выпустила книгу The Life and Death of a Brave Bull, посвящённую ей.
Глория работала врачом в 1970-е и 1980-е, сначала в Нью-Йорке, потом — сельским семейным врачом в Монтане, в городе Форт-Бентон, санитарным инспектором в округе Гарфилд. В интервью она говорила: «Когда я чувствую запах полыни или вижу горы, или огромный чистый ручей — я чувствую любовь к ним. Некоторые из моих счастливых воспоминаний о детстве связаны с Западом». В 1988 году власти штата Монтана отказались возобновить медицинскую лицензию Хемингуэй из-за алкоголизма. Многие годы Глория Хемингуэй занималась лечением биполярного расстройства, алкоголизма и злоупотреблений психоактивными веществами.
Хемингуэй и ее братья пытались защищать имя своего отца и свои права как наследников через суд, чтобы остановить проведение местных праздников, называемых «Дни Хемингуэя» в Ки-Уэсте в штате Флорида. В 1999 году они учредили венчурную компанию Hemingway Ltd. для продвижения семейного имени в качестве «бренда аксессуаров, означающих определённый образ жизни». Их первое коммерческое предприятие оказалось крайне противоречивым, в частности потому, что занялось продажей модели дробовиков с названием «Хемингуэй».

## Гендерная идентичность
В течение многих лет Глория утверждала, что испытывал гендерную дисфорию. Иногда она носила женскую одежду. Его жена Валери писала:
Всю свою жизнь Грег вёл борьбу с этой уродующей болезнью без шансов на победу. Ему критически не доставало ранней помощи потому, что его родители не могли или не хотели принять его состояние, а он долгое время не мог принять себя и занимался изучением медицины в надежде, что он найдет лекарство, или по крайней мере утешение. Понимая, что проигрывает, он придумал альтернативную персону, в которую он мог бы отступить от невыносимых обязанностей бытия, прежде всего, от роли сына своего отца, от поступков, которых от него ожидали или он ожидал от самого себя.
Глория начала обдумывать трансгендерный переход ещё в 1973 году и перенесла его в 1995 году, после чего и начала использовать женское имя. Несмотря на это, Хемингуэй, представляя себя как мужчина, вступила в брак с Идой Галлихер в 1997 году в штате Вашингтон.
На публике Глория Хемингуэй использовала мужской образ, она давала редкие интервью о своём отце вплоть до 1999 года. В июле 1999 года она присутствовала на торжествах по случаю столетия со дня рождения Эрнеста Хемингуэя в Оук-Парке в Иллинойсе. Она также выступала на открытии Музея Пфайфер в семейном доме своей матери в Пиготте в Арканзасе, там же совершила каминг-аут 4 июля 1999 года.
Трансгендерный переход продолжался долгие годы и остался незавершённым из-за смерти Глории. Она перенесла операцию по увеличению одной груди, но потом удалила имплантат. Иногда её видели в женской одежде, но в мужском образе она проводила свободное время в местном кафе, где её вспоминают как «просто одного из посетителей». За несколько дней до своей смерти она была арестована, в полицейском отчёте указывается, что сначала она представилась именем Грег Хемингуэй, а позже изменила его на Глорию. Скончалась в центре для заключения женщин, где ожидала предстоящего допроса в суде по поводу обвинений в непристойности и сопротивлении аресту без применения насилия.